# MPEG-1
MPEG-1 är en grupp av standarder för kodning och komprimering av ljud och video från Moving Picture Experts Group. MPEG-1 video används i Video CD-formatet. MPEG-1 audio layer 3 är det fullständiga namnet på det populära ljudformatet MP3. 
Då billigare och kraftfullare hårdvara för avkodning har blivit tillgänglig för konsumenter så har det utvecklats mera avancerade format som MPEG-2 och MPEG-4. Dessa är mer komplexa och kräver mer bearbetning av hårdvaran, men i gengäld erhålles bättre effektivitet i kodningen, till exempel kvalitet för en viss datahastighet.
MPEG-1 består av flera olika delar:
1. Synkronisering och multiplexing av video och audio (MPEG-1 Program Stream).
2. Komprimering codec för icke-flätade videosignaler.
3. Komprimering av audiosignaler. Standarden definierar tre olika nivåer, eller grad av komplexitet, för kodning av MPEG audio.
  1. MP1 eller MPEG-1 Part 3 Layer 1 (MPEG-1 Audio Layer 1)
  2. MP2 eller MPEG-1 Part 3 Layer 2 (MPEG-1 Audio Layer 2)
  3. MP3 eller MPEG-1 Part 3 Layer 3 (MPEG-1 Audio Layer 3)
4. Procedurer för att testa överensstämmelse.
5. Referensprogramvara.

Referens: ISO/IEC JTC1/SC29/WG11 (June 1996)

## MPEG-1 video
MPEG-1 video utvecklades ursprungligen med ett mål att få acceptabel bildkvalitet vid datahastigheten 1,5 Mbit/sekund och upplösningen 352 × 240.  Den vanligaste implementationen är VCD som har en kvalitet i nivå med VHS. Även om MPEG-1 tillåter en upplösning upp till 4095 × 4095 så använder de vanligaste tillämpningarna låg upplösning och datahastighet. 
För tillfället är MPEG-1-formatet det mest kompatibla och de flesta datorer och VCD/DVD-spelare klarar av att spela upp detta format.
En stor nackdel hos MPEG-1 video är att den endast stöder progressiva bilder. Denna begränsning påskyndade utvecklingen av den mer avancerade MPEG-2.